# Andrei Silnov
Andrei Alexandrovich Silnov (em russo:  Андрей Александрович Сильнов; Shakhty, 9 de setembro de 1984) é um atleta russo, campeão olímpico do salto em altura em Pequim 2008.
Ele venceu o Campeonato Europeu de Atletismo de 2006 com um salto de 2,36 m, ultrapassando em 1 cm o antigo recorde de 1994. Uma semana depois, saltou 2,37 m numa competição em Mônaco, fazendo a melhor marca do mundo no ano.
Em julho de 2008, um mês antes dos Jogos Olímpicos, ele saltou 2,38 m no Grand Prix de Londres, em Crystal Palace, conseguindo sua melhor marca pessoal e a classificação para os Jogos na equipe russa. Em Pequim, Andrei saltou 2,36 m para a medalha de ouro.
Lesionado no tendão de Aquiles, Andrei passou o ano de 2009 fora das competições, retornando apenas no começo de 2010.